# 190
190. је била проста година.

## Догађаји
- Конзули Царства. Цезар Марко Аурелије Комод Антонин и Марко Петроније Сура Септимијан.
- Септимије Север је постављен за вођу панонских легија.
- Пантена је на челу Александријске богословске школе у Александрији заменио Климента Александријског (150 – 215).

- Хозроје II, који контролише Медију, полаже право на престо Партског царства. Краљ Вологаз IV од Партије гуши побуну и успоставља ред.
- Клеомед учи да Месец не светли сам од себе, већ рефлектује сунчеву светлост.
- Египат (под римском влашћу) је осиромашен због стопе инфлације од 100% током претходне деценије.

## Смрти
- Атинагора Атински - ранохришћански је писац и апологета